# Trisopsis tyroglyphi
Trisopsis tyroglyphi är en tvåvingeart som beskrevs av Barnes 1951. Trisopsis tyroglyphi ingår i släktet Trisopsis och familjen gallmyggor. Inga underarter finns listade i Catalogue of Life.